# Passiflora pedata
Passiflora pedata är en passionsblomsväxtart som beskrevs av Carl von Linné. Passiflora pedata ingår i släktet passionsblommor, och familjen passionsblomsväxter. Utöver nominatformen finns också underarten P. p. stipularis.